# Piotr Grinholc
Piotr Grinholc (ur. 16 czerwca 1966 w Warszawie) – polski organista, pedagog, realizator dźwięku i kompozytor.
Absolwent Państwowego Liceum Muzycznego im. Karola Szymanowskiego w Warszawie (klasa organów Marietty Kruzel, dyplom z wyróżnieniem w 1986) oraz Akademii Muzycznej w Warszawie (klasa organów Andrzeja Chorosińskiego, dyplom w 1992). Organista m.in. w Kościele Podwyższenia Krzyża Świętego w Warszawie (1987-1992). Pedagog m.in. w Towarzystwie Śpiewaczym Lutnia w Warszawie, Zespole Państwowych Szkół Muzycznych im. Fryderyka Chopina w Warszawie (2005-2018) i w Zespole Państwowych Szkół Muzycznych nr 4 im. Karola Szymanowskiego w Warszawie. 
Jest także członkiem Stowarzyszenia Autorów ZAiKS oraz Związku Artystów Wykonawców STOART. Tworzy muzykę na organy i na instrumenty elektroniczne. Twórca (oraz wykonawca) muzyki do filmów dokumentalnych. 
W 2012 roku otrzymał odznakę honorową „Zasłużony dla Kultury Polskiej”.